# Récsei autóbuszgarázs
A budapesti Récsei autóbuszgarázs, eredetileg Szent Imre autóbuszgarázs, később hivatalos nevén 1996-ig Récsei Üzemegység, 1996-tól Belvárosi Autóbusz Üzemigazgatóság a Budapesti Közlekedési Vállalat legrégebbi autóbuszgarázsa volt, és ez volt Budapest első erre a célra létesített telephelye.
Építésekor az egyik legmodernebb létesítménynek számított Európában és világszinten is egyaránt. Ma a Récsei Center működik a területén.

### Története

#### Építése
Az első világháború után Budapest autóbusz közlekedése ugrásszerű fejlődésnek indult. 1927-ben a főváros nagyarányú fejlesztést határozott el, melynek értelmében 100 új jármű beszerzését valamint Pesten és Budán is 1-1 garázs létesítést irányozták elő. Ez később 110 darabra illetve egyetlen 1, de nagyobb befogadó képességű garázsra módosult. A járművek 1929-ben érkeztek meg. A garázs helyszínének kiválasztásánál a városrendezési, közlekedési, bővíthetőségi szempontokat is figyelembe véve a régi lóversenytér Szabó József utca – Thököly út – Istvánmezei út – Szent Domonkos utca (ma: Cházár András utca) által határolt részt határozták meg. 
1928 végén az építési tervek elkészítésével Hültl Dezsőt, a tetőszerkezet megalkotásával Mihailich Győzőt, az épületgépészeti tervekkel a Bán László és fia tervezőirodát bízták meg. A tervezők külföldi tanulmányútjuk után a korszak legmodernebb megoldásait valósították meg. A 100 méter hosszú, 72 méter széles csarnok építészeti technikája Európában is kiemelkedő volt, ugyanis tetőszerkezete közbeeső alátámasztások, tartóoszlopok nélkül épült, azaz kizárólag az oldalfalakra támaszkodott. Így nem csak nagyobb tér állt rendelkezésre, a járművek mozgása is akadálymentes volt. 
A csarnok mellett egy több, mint 100 méter hosszú, kétszintes műhely épületet emeltek, amelynek pincéjében gépházak ás raktárak, földszintjén műhelyek és kalauzok eligazító helyiségei, emeletén szintén kisebb műhelyek, illetve öltözők és irodák kaptak helyet. Az üzemépületből egy 23 méter magas, irodákat magába foglaló, két oldalán órával felszerelt toronyépület emelkedett ki. A csarnok épület különleges díszítő elemeket kapott. A székesfehérvári Bory-vár építője, Bory Jenő életnagyságú szobrai az autóbusz közlekedés jellegzetes alakjait jelenítették meg: gépkocsivezetőt, szerelőt, kalauzt, egy női utast, illetve a közlekedést felügyelő közrendőrt. A főbejáratnál, az Istvánmezei úti oldalon egy tizenegy méter széles üzemanyagtöltő hidat létesítettek, amelynek egyik oldalán 240 ezer liter üzemanyag tárolására alkalmas tartályokat helyeztek el.

#### Budapest egyetlen autóbuszgarázsa 1930-tól 1948-ig
1930-ban összesen 130 darab kocsi üzemeltetésével indult meg az új garázs működése és 18 vonalat szolgált ki ezzel a járműparkkal. Az új autóbuszok elhelyezése érdekében a garázst már 1936-ban bővítették a szerelőcsarnoktól északra fekvő területen. 1938-tól a Damjanich utcai villamos kocsiszínben is tároltak járműveket, a zsúfoltság enyhítésére, mivel az 1940-es évek elején már 340 darab autóbusszal szolgáltak ki 35 nappali és 5 éjszakai járatot. 
1943-ban a közúti szállítási feltételek, szállítójárművek hiánya miatt az üzemanyag-szállítás megoldására a Thököly út felől iparvágányt építettek ki, melyen az üzemanyagot az 1970-es évek elejéig szállították tartálykocsik a villamossíneken. A telephely a második világháború során jelentős károkat szenvedett, az autóbuszok többsége megsemmisült vagy elhurcolták katonai és egyéb célokra. A helyreállítást követően az 1948 áprilisában hősi halált halt egykori dolgozója, Récsei Ernő nevét vette fel a telephely. 1948 volt az utolsó olyan év, amikor Budapest helyi közforgalmú autóbusz-állományát még ez az egy garázs üzemeltette.

#### A garázs működése 1949-től a rendszerváltásig
Már 1939-ben elhatározták, hogy Budán egy második telephelyet létesítenek, ám a háború miatt ez az elképzelés csak 1949-ben valósulhatott meg. Ekkor a járműállomány már elérte a 413 darabot, a viszonylatok száma pedig 53-ra emelkedett. Az újonnan beszerzett járművekkel új viszonylatokat indítottak, részben a belterületi villamosvonalak túlzsúfoltságának enyhítése, részben az új külső terültek közlekedésébe való bekapcsolása céljából. Ugyanis 1950-ben jött létre Nagy-Budapest, melynek külső részein akkor még jelentős ellátatlan területek voltak. A jelentős számú új autóbusz beszerzésével lehetőség nyílt a háború előtti típusok selejtezésére, ami 1955-ig be is fejeződött. 
1957 végére a garázs már messze túlhaladta kapacitásának végső határát, a Kelenföldi autóbuszgarázzsal hasonlóan. Ezért 1958-ban további két telephelyet létesítettek, egyet a Nagykőrösi úton, egyet pedig a VIII. kerületben a Korányi Sándor utca – Diószeghy Sámuel utca szögletében. 1960-ban lépett a garázs a csuklós buszok korszakába, ekkor kapta meg az első a Gyömrői úti Sallai Főműhelyben készült, a FAÜ saját tervezésű és kivitelezésű csuklós autóbuszának prototípusát, amely az 1-es vonalon kezdte meg próba üzemét. 
A 60-as évek elején ezekkel a csuklós buszokkal és az Ikarus gyár legújabb 620-as típusával frissítették és bővítették ki a járműállományt. A két új garázs feltöltése még nem fejeződött be, ugyanakkor a Récsei túlzsúfolt volt (járműállománya ekkor 359 db autóbusz volt) és járműveinek egy részét éjszaka a Dózsa György úton, a Verseny utcától az Istvánmezei út sarkáig terjedő szakasz jobboldali úttesten kívüli részén hármas sorokban tárolta. Az 1970-es években tovább folytatódott, immár a BKV égisze alatt az autóbuszhálózat bővülése és két újabb garázst hoztak létre (Óbudán és Cinkotán) a zsúfoltság enyhítésére. 
Megkezdődött a járműállomány megújítása az Ikarus által a 60-as években kifejlesztett, a BKV számára 1971-től sorozatban gyártott 200-as típuscsaláddal, a járműállomány pedig 1980-ra lett teljesen homogén. Mint a BKV központi telephelye, az esetek többségében a legújabb fejlesztésű autóbuszok tesztelése ebben a garázsban zajlott, sorozatgyártás esetén pedig ide kerültek a null-, illetve első szériás kocsik. Ilyenek voltak például a már 80-as években fejlesztett 400-as típuscsalád első példányai valamint az Ikarus első tolócsuklós típusa az Ikarus 284-es. Az Ikarus 415-ös prototípusa a 16-os vonalon, míg az Ikarus 284 kísérleti jármű a 7A, 7-es vonalakon teljesítette néhány éves próbaüzemét. 
Az első 10 db nullszériás Ikarus 415-ös autóbuszok 1987-ben érkeztek a Récseibe és a 120-as viszonylaton álltak forgalomba, míg a tényleges első szériából három darab a 16-116-os viszonylatokon álltak forgalomba. 1988-ban pedig próbaüzemre megjelent az első Ikarus 435-ös is. Az 1980-as évek közepétől az autóbuszhálózat bővülése megtorpant, majd lassú csökkenésnek indult. Ennek oka a 3-as metró bővülése, a személygépkocsik számának emelkedése és a fix munkaidőben nagy tömegeket foglalkoztató munkahelyek számának csökkenése volt. A hétköznapi autóbusz-járműkiadás 1989-ben érte el maximumát 1630 darabban, ebből a Récsei 239 darabot adott.

#### A garázs működése 1990-től 2000-ig
A 90-es évek elején az egyre szigorúbb gazdasági körülmények között még néhány évig a 200-as típuscsalád beszerzése folytatódott, majd megtörtént a váltás a 400-asokra, de igen korlátozott járműbeszerzési lehetőségek mellett. Az új beszerzésű autóbuszok ekkortól a régi, leselejtezett kocsik rendszámait kapták meg, ugyanis 1990-től országosan megkezdődött a 3 betűből és 3 számból álló új rendszámok kiadása, melynek bevezetése alól a BKV egyelőre mentességet kapott. 
Az 1992-től gyártott, a nyugat-európai előírásoknak megfelelő, DAF gyártmányú környezetkímélő motorokkal szerelt Ikarus 415-ösökből 10 darab érkezett a Récseibe (még FOK-GYEM kijelző nélkül) és mindegyik a 16-116-os vonalakon álltak forgalomba, kiváltva ezzel az 1987 óta ott lévő példányokat. Utóbbi kocsikat 1993-ban korszerűsítés céljából kivonták a forgalomból, de ezek a kocsik a korszerűsítést követően nem kerültek vissza a garázsba, hanem Óbuda és Kelenföld garázsok között lettek szétosztva. Az Ikarus 435-ös a már előbb említett 1992-es Ikarus 415-ös szériához hasonló igényes kivitelben és szintén DAF motorral készültek, méghozzá nagyobb teljesítményűvel. A prototípus 1993-ban érkezett a Récseibe, hagyományos "táblás" kivitelben és a garázs különböző vonalain teljesítette az utasforgalmi tesztüzemet. Az ezt követően 1994 és 1995 között beszerzett 167 darab széria kocsi már FOK-GYEM kijelzővel volt ellátva, ezekből 43 darab került a garázsba és a 7, 7A, 73 és 173 vonalakon álltak forgalomba. 
1996-ban kötbér fejében kapott a BKV még 3 db kocsit, ezek viszont a széria kocsiktól eltérően kísérletképpen három különböző motorral készültek. A kötbéres kocsikkal együtt a garázs Ikarus 435-ös állománya ezzel 47 darabra nőtt. A kocsik beváltak a gyakorlatban, csak éppen a rosszabb minőségű utakat nem bírták olyan jól, mint az Ikarus 280-asok. Még 1993 végén 8 db Rába D10-es motorral felszerelt Ikarus 280-as érkezett a garázsba (a BKV összesen 25 darabot vett). Ezt a motortípust, mely a Rába-MAN motor turbófeltöltős, megnövelt teljesítményű, csökkentett károsanyag kibocsátású változat volt az AUTÓKUT fejlesztette ki. A garázs BX 52-64-es rendszámú kocsiján a 7-es vonalon teljesített többéves próbaüzem kedvező tapasztalatai nyomán az 1990-es évek első felében mind a 280-as, mind a 260-as járművek többségén motorcserét hajtottak végre (általában az 1988 után gyártott kocsikon, de részben az 1986-1988 közöttieken is). A BKV első alacsonypadlós autóbusza egy Ikarus 411-es típusú autóbusz volt, amit 1994-ben gyártottak a cég számára, és két hétig tesztelték a garázs által üzemeltetett 122-es vonalon, de széria nem lett belőle.
Az autóbuszágazat teljesítménye 1996-ban 445 darabbal volt alacsonyabb az 1989. évi maximumhoz képest, vagyis nagyobb volt már a csökkenés, mint egy garázs teljes kapacitása. Így forgalmilag lehetővé vált és gazdasági szempontok alapján is elhatározták, hogy egy garázst meg kell szüntetni. Mint korszerűtlen garázs és jól értékesíthető belterületi ingatlan a Récsei és a Mező garázs jött számításba. Végül több szempontot figyelembe véve a Mező Üzemegységre esett a választás és 1996. július 31-én bezárták. A Mező garázs Ikarus 415-ös vonali közül a 15-ös és 16-os vonalakat kapta meg (utóbbit csak visszavette) üzemeltetésre a Récsei, ehhez 19 darab kocsit kapott. Ezt követően a megmaradt öt Üzemegységet, nagyobb önállósággal rendelkező, Üzemigazgatóságokká szervezték. Ekkor változott a Récsei Üzemegység neve Belvárosi Autóbusz Üzemigazgatóságra, bár a dolgozók a több évtizedes megszokás alapján továbbra is csak Récseit mondtak. 1998-ban egy mutatós járműkorszerűsítési lépés keretén belül a 7-es és 173-as viszonylatok állományát képző Ikarus 280-asokat (Belvárosi garázs részéről 45 darabot) teljes mértékben felújították és korszerűsítették. Végül az 1991 óta húzódó rendszámcsere ideje is elérkezett és 1999 nyarától elkezdtek megjelenni az új rendszámok. A Belvárosi garázs a BPO-301 és BPO-600 közötti tartományt kapta.

#### A bezárás
A kényszerítő gazdasági körülmények hatására, melyet mi sem szemléltet jobban, mint, hogy 1996 és 1999 között nem volt lehetősége a BKV-nak nagyobb mennyiségű autóbusz beszerzésére. Ezért újabb garázs bezárását határozták el és nyilván arra esett a választás, amely a város belső, értékes területén fekszik, másrészt a legkisebb kapacitású. A Belvárosi garázs ekkor 237 darab járműállománnyal rendelkezett, szemben például a Kelenföldi garázs 318 darab járművével. 2000 tavaszán még nem lehetett tudni, hogy novemberben a garázs fennállásának 70. évfordulóját fogja-e ünnepelni vagy a megszüntetés fog előbb megvalósulni. Végül a július elsejei, minél előbbi bezárás mellett döntöttek. 
A Belvárosi garázs járműállományának szétosztásánál felmerült nehézségként, hogy a garázsmeneti útvonalak nagymértékben megnőnek, ezzel többletteljesítmény-igényt és költséget okozva a cégnek. Ezért egy olyan döntés született, hogy a Dél-pesti garázs nem vesz át sem kocsikat, sem vonalakat, viszont a kedvező helyen fekvő Pongrác úti Trolibusz Üzemigazgatóság autóbuszokat is fog üzemeltetni, annyit, hogy a többi szétosztható legyen a maradék három garázs között (Cinkota, Óbuda, Kelenföld). Ma már többen úgy gondolják, hogy hiba volt akkor bezárni a garázst, egyrészt a troligarázst nem autóbuszok üzemeltetéséhez tervezték (az első néhány évben a buszok onnan a Hős utcai MOL-kúthoz jártak ki tankolni), másrészt a bezárást követő évek metrópótlásainál is nagy segítség lett volna egy a belvároshoz közeleső telephely. Igaz még az 1990-es években tervbe volt véve a mai AsiaCenter és a mellette lévő területen egy nagyobb pesti autóbuszgarázs létesítése, mely a Récsei és az Óbuda garázsok bezárásával és azok járműállományának összevonásával jött volna létre. Ez a terv azonban meghiúsult.

### A terület jelenleg
A bezárást követően sokan aggodalmukat fejezték ki a garázs műemléki szerelőcsarnokának, műhelyépületének és toronyépületének megmaradása miatt. Attól féltek, hogy azok magánkézbe kerülése esetén lebontásra kerülnek. Ezért a Fővárosi Közgyűlés határozatban tiltotta meg az új tulajdonosnak az épület esetleges lebontását. Így 2004-ben a régi szerelőcsarnok és a hozzátartozó épületek felújítva, mint Bevásárló és Szórakoztató Központ nyitotta meg kapuit.